# タイムスリップ・コンビナート
『タイムスリップ・コンビナート』は、笙野頼子の短編小説である。

## 概要
1994年6月号の『文學界』に掲載され、第111回芥川賞を室井光広の『おどるでく』とともに受賞した。
同年に文藝春秋より出版された単行本には、「下落合の向こう」(『海燕』1994年1月号）および「シビレル夢ノ水」（『文學界』1994年9月号）が収録され、文春文庫にもこの編成が踏襲された。
この作品によって、笙野は史上初めて、芥川賞、三島賞（「二百回忌」で受賞）、野間文芸新人賞（「なにもしてない」で受賞）のいわゆる純文学新人三賞すべての受賞者となった。この3作品をあわせた文庫本『笙野頼子三冠小説集』（河出文庫）も発売された。

## あらすじ
歪んで崩れていく時空の中で、マグロの夢に導かれるように、語り手は中央線沿線にある住まいから京浜東北線に乗り換え、鶴見駅から（駅ビルの愛称カミンから仮眠を連想しながら）鶴見線に乗り海芝浦駅に向かう。海芝浦から浅野駅にもどり、下車してその近くにある沖縄会館を訪れる。「私」は現代の、そして「私」の実相を見る。

## 評価
同作品に対して芥川賞の選評では、河野多恵子は「名作」などと評価しているのに対して、以前の作品（三島賞受賞作）の『二百回忌』の印象の方が強かったとする意見が日野啓三や田久保英夫などから出た。